# Abu Kaszsz
Abu Kasz (arab. ‏ابو قش‎, Abū Qax) – wieś w Palestynie, w muhafazie Ramallah i Al-Bira. Według danych szacunkowych Palestyńskiego Centralnego Biura Statystycznego w 2016 roku miejscowość liczyła 1797 mieszkańców.